# 何蓋民
何蓋民（1891年12月21日—1980年11月13日）。廣東省新會縣人。民國39年（1950年）在海員工會遞補當選第一屆立法委員

## 生平
- 舊制中學
- 中央訓練團黨政班結業
- 上海中華海員總工會常務理事
- 中華海員工會香港分會理事兼秘書長
- 中華航業海員黨部香港區黨部書記長
- 中華航業海員黨部華南支部執行委員
- 興中會會員
- 民國69年11月13日病逝[3]